# ウェズリー・シミナ
ウェズリー・W・シミナ（英: Wesley W. Simina、1961年9月10日 - ）は、ミクロネシア連邦の政治家。2023年より大統領を務める。
2005年7月にチューク州知事に就任し、2009年に再選された。2011年7月に連邦議会議員（4年任期）に転じ、2015年5月11日には上院議長に就任した。2023年5月11日、第23議会の第1定例会で大統領に選出された。